# Die drei Gaben

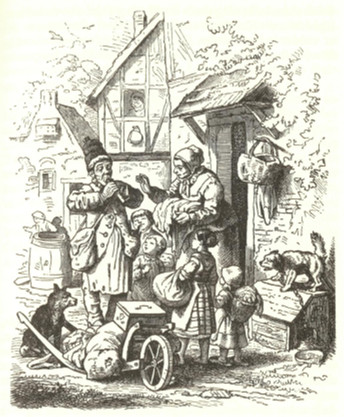
Holzschnitt, Ludwig Richter

Die drei Gaben ist ein Märchen (AaTh 736, 946 D). Es steht in Ludwig Bechsteins Deutsches Märchenbuch an Stelle 63 (1845 Nr. 44).

## Inhalt
Studenten schenken einem armen Leinweber hundert Taler. Er versteckt sie in den Lumpen. Die gibt seine Frau billig einem Lumpensammler ab. Nach einem Jahr kommen die Studenten wieder, mahnen diesmal zur Vorsicht und geben ihm wieder hundert Taler. Er steckt sie in den Aschentopf. Seine Frau gibt die Asche einem Aschensammler für etwas Seife. Beim dritten Mal beschimpfen ihn die Studenten und werfen ihm ein Bleistück hin. Das kann der Nachbar gerade für sein Netz brauchen, schenkt ihm dafür einen Fisch, in dessen Magen ist ein Stein, der im Dunkeln leuchtet. Dafür erhält der Leinweber tausend Taler.

## Herkunft

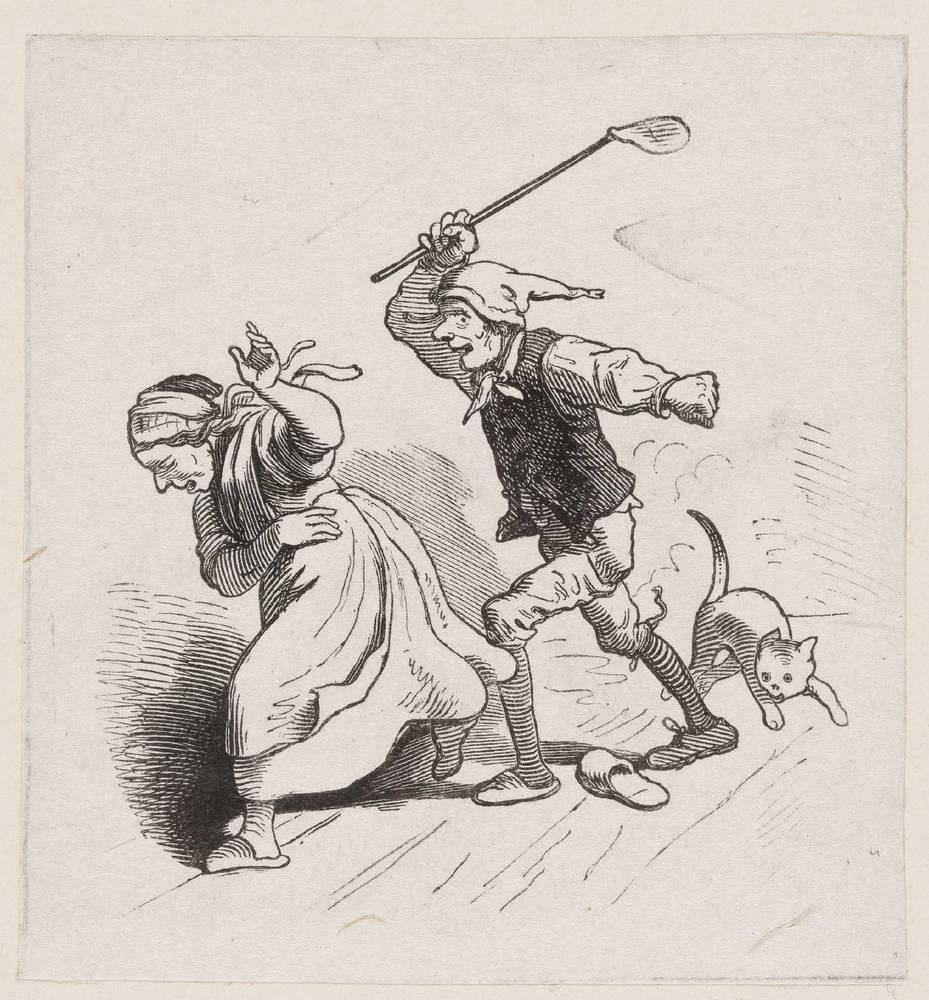
Holzschnitt, Ludwig Richter

Bechstein notiert „Mündlich, im Saaltale.“ Hans-Jörg Uther vermutet literarische Überlieferung. Der Leinweber wird „so böse, daß er seine Frau mit ungebrannter Asche laugte“ (siehe Aschenlauge). Die Studenten schimpfen: „Was nutzt der Kuh Muskate? Dir Tropf Geld zu schenken wäre dümmer als du selbst bist.“ Vgl. etwa Bechsteins Die drei Wünsche, zum gehorteten Geld das Gleichnis von den anvertrauten Talenten (Mt 25,14-30 , Lk 19,12-27 ).
Siehe auch die symbolische Bedeutung der Zahl Drei in den Märchen.